# Abongán
Abongán es un barrio rural   del municipio filipino de primera categoría de Taytay perteneciente a la provincia  de Paragua en Mimaro,  Región IV-B.
En 2007 Abongán contaba con 3.464 residentes.

## Geografía
El municipio de Taytay se encuentra situado en la isla de Paragua, al norte de la misma.
Su término limita al norte con el municipio de El Nido, barrios de Bebeladán, Bagong-Bayán y Otón, oficialmente Mabini; al  suroeste con el municipio de San Vicente, al sur con el de Roxas; y al sureste con el de Dumaran. En la parte insular se encuentra la bahía de Malampaya y varias isla adyacentes se encuentran tanto en la costa este, mar de Joló como en la  oeste, Mar del Oeste de Filipinas.
Barrio continental situado al suroeste del municipio, uno de los más meridionales de los comprendidos en  la costa oeste de la península que cierra a poniente  la bahía de Malampaya.
Linda al norte con el barrio de Alacalián y con la bahía; 
al sur con el barrio de Libertad;
al  este  con los barrios  barrio de Paglaum y de  Bato;
al oeste con los  barrios de Nuevo Canipo y del Santo Niño, ambos del  municipio vecino de San Vicente;

### Costa
A la bahía de Malampaya abre la de Abongán, donde se encuentra las isla de Capibingel (Capibingel Island) y de Anbodotong (Anbodotong Island)  
A la bahía de Abongán vierten sus aguas los ríos Paniki y Bato.

### Demografía
El barrio  de Abongán contaba  en mayo de 2010 con una población de 4.056 habitantes.

## Historia
Taytay formaba parte de la provincia española de  Calamianes, una de las 35 del archipiélago Filipino, en la parte llamada de Visayas. Pertenecía a la audiencia territorial  y Capitanía General de Filipinas, y en lo espiritual a la diócesis de Cebú.

## Patrimonio
En este barrio se encuentra la iglesia parroquial católica bajo la advocación del Santo Niño que forma parte del Distrito 2° de  la Vicaría Apostólica de Taytay sufragánea  de la Arquidiócesis de Lipá.